# 桜野みねね
桜野 みねね（さくらの みねね、1973年11月29日 - ）は、日本の漫画家。女性。東京都生まれ、宮城県仙台市育ち。

## 経歴
1995年、『マザードール』（短編集に収録）で第1回エニックス21世紀マンガ大賞準大賞を受賞し、同作にてデビュー。1996年、『月刊少年ガンガン』で『まもって守護月天!』の連載を開始。この作品は藤咲あゆなによって小説化され、東映アニメーションによってテレビアニメ化・OVA化もされた。
デビュー以来、エニックス刊行の雑誌で連載していたが、2001年のエニックスお家騒動によりマッグガーデンへ移籍。『月刊コミックブレイド』誌上で『まもって守護月天! 再逢』を連載開始する。同作品では体調の問題により、途中から「STUDIO TWO WINGS」が制作に携わるようになった。また『ひなぎく見参!〈一本桜花町編〉』では「STUDIO 縁」が制作に携わる（雑誌連載やコミックスで作者名とともに記されていた）が、『フェアリアルガーデン』からは桜野みねねのみの名前で表記されるようになっている。前述の騒動および掲載誌の休刊の影響で、これまでの連載作品はほとんどが打ち切りという形で終了している。
現在は、『月刊コミックガーデン』（マッグガーデン）で『まもって守護月天! 解封の章』を連載中。毎月20日には、同社のWEB漫画配信サイト『MAGCOMI』でも公開している。近年、作品を続編や書き下ろしなどで完結させている。

## 作品リスト
- まもって守護月天!
単行本：1996年 - 2000年、月刊少年ガンガン、全11巻
新装版：2003年、ブレイドコミックス（マッグガーデン）、全10巻 - 描き下ろしの第67話・第68話を収録。
英語版1：2003年、Gustoon Entertainment、全4巻 - ガンガンコミックス版を英訳したもので、北米版『RAIJIN COMICS』でタイトルを『Guardian Angel Getten』として連載。北米地域で発売。
英語版2：2005年 - 2009年、TOKYOPOP、全5巻 - ブレイドコミックス版を英訳したもので、タイトルを『Mamotte Syugogetten』として北米地域で発売。
  - まもって守護月天! 再逢（2002年 - 2005年、月刊コミックブレイド、全6巻）
  - まもって守護月天! ちっちゃいシャオとでっかい離珠のお料理教室（2010年、自主制作、パブー）
  - まもって守護月天! 〜初めてあなたに逢ったとき私が思っていたこと〜（2011年、自主制作、パブー）
  - まもって守護月天! 解封の章（2015年 - 連載中、月刊コミックガーデン・ウェブコミックサイト『MAGCOMI』、既刊10巻）
- ショーウィンドウのエミリー 桜野みねね短編集
単行本：1997年、ガンガンコミックス、全1巻
電子書籍： 2019年、Jコミックテラス
- 常習盗賊改め方 ひなぎく見参!
単行本：1999年 - 2001年、月刊ガンガンWING、全3巻
新装版：2004年、ブレイドコミックス、全3巻
電子書籍：2019年、Jコミックテラス、全3巻
  - ひなぎく見参!〈一本桜花町編〉
単行本：2006年 - 2007年、コミックブレイドMASAMUNE、全2巻
電子書籍：2019年、Jコミックテラス、全2巻
  - ひなぎく見参! 〜誓いの桜編〜
ダウンロード販売：2015年、Jコミ、全1巻
電子書籍：2019年、Jコミックテラス、全1巻
- ヒーリング・プラネット
単行本：2000年 - 2001年、月刊少年ガンガン、全1巻 ISBN 4-7575-0492-6
新装版：2004年、ブレイドコミックス（マッグガーデン）、全1巻 ISBN 4-86127-070-7
電子書籍：2019年、Jコミックテラス、全1巻
- マドロミャーナの子守歌（2004年、コミックブレイドMASAMUNE）
- ユグドラシル・ライブライン（2004年 - 2005年、コミックブレイドMASAMUNE）
- フェアリアルガーデン（2007年 - 2010年、月刊コミックブレイド、全5巻）
ダウンロード販売：2012年 - 2014年、パブー、全33巻（単話売り） - 加筆・カラーページあり
- 大江戸花魁黄表紙 あらん（2010年、ヤングチャンピオン烈 No.09）
- 星の大サーカス（2010年 - 、月刊コミックブレイド、既刊1巻 ISBN 978-4-86127-917-1）

### 画集
- 支天輪（1999年、エニックス、ISBN 4-7575-0014-9）
- Days of Moonlight Limited（2003年、マッグガーデン、ISBN 4-901926-95-0）
- Days of Moonlight（2003年、マッグガーデン、ISBN 4-901926-97-7）

### アンソロジー
- スーパーコミック劇場 Vol.1 闘神伝2「エリス再び…」（1996年、エニックス、ISBN 4-87025-905-2）
- スーパーコミック劇場 Vol.2 ファイアーエムブレム「大地の剣」（1996年、エニックス、ISBN 4-87025-918-4）
- 猫あんそろじー「猫が飼いたいかもと思わせた猫の話」（2008年、マッグガーデン、ISBN 978-4-86127-492-3）
- ブラコンアンソロジー Liqueur ―リキュール―「ハッピードッグライフ！」（2011年、フレックスコミックス/ソフトバンク クリエイティブ、ISBN 978-4-7973-6428-6）